# EeOneGuy
Ivan Rudskyi (tiếng Ukraina: Іван Рудський; tiếng Nga: Иван Рудской; thường được biết đến với EeOneGuy (tiếng Nga: Ивангай) sinh ngày 19 tháng 1 năm 1996), là một vlogger người Ukraina, được biết đến nhiều với các video Let's Play, hài kịch, và vlog trên YouTube.
Những năm đầu tiên, tất cả những video của anh đều được quay ở Ukraina. Sau đó anh gặp bạn gái và chuyển đến Sapporo, Nhật Bản. Những năm sau đó, EeOneGuy đã sống và làm việc tại Warsaw.

## Các video âm nhạc
| Năm  | Tên video      | Chú thích                                    |
| ---- | -------------- | -------------------------------------------- |
| 2015 | #ДЕЛАЙПОСВОЕМУ | Hơn 25 triệu lượt xem.                       |
| 2016 | Хаю-Хай        | Hợp tác với Trinergy. Hơn 21 triệu lượt xem. |

## Giải thưởng và đề cử
| Năm  | Thể loại            | Hạng mục          | Kết quả   |
| ---- | ------------------- | ----------------- | --------- |
| 2014 | OOPS! Choice Awards | LifeStyle Blogger | Đoạt giải |